# Sōma, Fukushima
Sōma (japanska: 相馬市?, Sōma-shi) är en stad i Fukushima prefektur i Japan. Staden bildades 1954.